# Grand Crêt
Ne doit pas être confondu avec Grand Crêt d'Eau.
Le Grand Crêt est un sommet du massif du Jura situé dans le département de l'Ain. Culminant à 1 702 m d'altitude, il est le troisième plus haut sommet de la chaîne jurassienne après le crêt de la Neige et Le Reculet. Comme ces deux derniers, il est situé sur l'anticlinal des monts Jura.

## Géographie

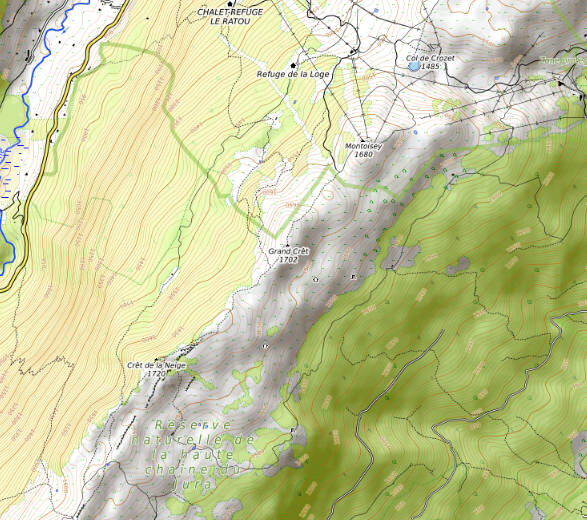
Carte topographique du Grand Crêt.

### Situation
Le Grand Crêt est situé sur le territoire de la commune de Sergy, à 1 km au nord-est du crêt de la Neige et à 1 km au sud-ouest du Montoisey. Il est situé à 9,5 km au sud-ouest de Gex et à 14 km à l'ouest-nord-ouest de Genève. Il appartient à la partie culminante de la crête de l'anticlinal des monts Jura. Il domine de plus de 850 m la vallée de la Valserine à l'ouest-nord-ouest et de plus de 1 200 m le bassin du Léman à l'est-sud-est.

### Géologie
Le sommet du Grand Crêt est entièrement composé d'un calcaire varié à faciès lithographique et à silex du Kimméridgien supérieur. Les couches calcaires sur le flanc oriental possèdent un pendage variant entre 10 et 30° vers le sud-est. Le sommet est situé sur l'axe de l'anticlinal des monts Jura ; la zone du Grand Crêt est caractérisée par la présence de nombreuses failles qui semblent n'agir que sur la partie sommitale de l'anticlinal. Le Grand Crêt est situé entre deux grands réseaux de failles transversales à l'anticlinal situés dans les régions du Montoisey et du crêt de la Neige. Il est cependant, placé dans un compartiment situé entre deux failles parallèles qui suivent l'axe de l'anticlinal ; on les repère dans le paysage au niveau de la base des falaises des flancs du sommet à l'est et à l'ouest. L'activité de ces deux failles est antérieure à celle des réseaux faillés du Montoisey et du crêt de la Neige, les failles de ces derniers décalant les failles axiales entre elles.

## Activités

### Protection de l'environnement
Le Grand Crêt est situé dans le périmètre de la réserve naturelle nationale de la Haute Chaîne du Jura et du parc naturel régional du Haut-Jura. Il est également situé dans la ZNIEFF de type I Haute Chaîne du Jura (n°01060007).

### Randonnée
L'accès au Grand Crêt est possible à partir du crêt de la Neige ou du Montoisey via le GR Balcon du Léman en suivant la ligne de crête des monts Jura ou bien depuis le village de Lélex, dans la vallée de la Valserine, via le GR de Pays Tour de la Valserine.